# تشارلز أندرسون (سياسي أمريكي)
تشارلز أندرسون (بالإنجليزية: Charles Anderson) هو سياسي أمريكي، ولد في 18 نوفمبر 1875 في فريدريكستاد في النرويج، وتوفي في 11 أكتوبر 1949 في موراي في الولايات المتحدة.